# ادامو، بخش تاماسزو مزویکی
ادامو، بخش تاماسزو مزویکی (به لاتین: Adamów, Tomaszów Mazowiecki County) در لهستان است که در Gmina Budziszewice واقع شده‌است.